# Michael Damgaard
Michael Damgaard Nielsen (Rødby, 18 marzo 1990) è un pallamanista danese, in forza al Magdeburgo.
In carriera ha militato dal 2008 al 2010 nel GOG, dal 2010 al 2015 nel TTH Holstebro e, dal 2015, nel Magdeburgo.
Sempre dal 2015 fa parte della in nazionale danese, con cui ha vinto la medaglia d'oro ai Giochi olimpici di Rio 2016 e partecipato a tre campionati mondiali (2015, 2017, 2023) e tre campionati europei (2016, 2018, 2020).

## Palmarès

### Club

#### Competizioni nazionali
- Handball-Bundesliga: 2

Magdeburgo: 2021-22, 2023-24
- Coppa di Germania di pallamano maschile: 2

Magdeburgo: 2015-16, 2023-24

#### Competizioni internazionali
- Coppa dei Campioni/EHF Champions League: 2

Magdeburgo: 2022-23, 2024-25
- EHF European League (maschile): 1

Magdeburgo: 2020-21
- IHF Super Globe: 2

Magdeburgo: 2021, 2022

### Nazionale
- Olimpiadi

 Rio de Janeiro 2016
- Mondiali

 Polonia e Svezia 2023
- Campionato mondiale juniores di pallamano maschile: 1

 Grecia 2011